# Enchant
Enchant es una banda de rock neo-progresivo de Estados Unidos. Con frecuencia es clasificada como metal progresivo, debido a su uso de riffs de guitarra distorsionados, y su alejamiento de la música pop. También pueden ser clasificada como una banda de art rock, porque su música se caracteriza por letras ambiciosas, experimentación melódica y armónica, con influencias de jazz y música clásica. También combinan elementos de rock clásico y rock melódico en su música.

## Miembros
- Doug Ott - guitarra
- Ted Leonard - voz
- Bill Jenkins - teclados
- Ed Platt - bajo
- Sean Flanegan - batería

- Datos: Q1340022